# تفجير سيارة مفخخة في دمشق 2008
تفجير سيارة مفخخة في دمشق 2008 هو تفجير سيارة وقع في 27 سبتمبر 2008 في العاصمة السورية دمشق. وأسفر الانفجار عن مقتل 17 شخصا وإصابة 14 آخرين. وأفادت الأنباء أن سيارة محملة بالمتفجرات تزن 200 كيلوغرام (440 رطلا) تم تفجيرها في ضاحية سيدي مقداد في العاصمة في حوالي الساعة 8:45 صباحا. ووقع الانفجار على بعد حوالي 100 متر تقريبا من منشأة أمنية على الطريق المؤدي إلى مطار دمشق الدولي في تقاطع يؤدي إلى ضريح السيدة زينب، الذي يحظى بشعبية كبيرة من الحجاج الشيعة من إيران ولبنان. وطوقت قوات الأمن المنطقة.
هذا هو أول انفجار كبير في سوريا منذ اغتيال عماد مغنية، وهو قائد عسكري رفيع المستوى في حزب الله في فبراير 2008، وكذلك أكثر هجمات القنابل فتكا في سوريا منذ عام 1996. وهذا هو الأكثر دموية منذ سلسلة الهجمات التي وقعت في الثمانينات من القرن الماضي وألقي باللوم فيها على جماعة الإخوان المسلمين وخلفت نحو 150 قتيلا.
لم تعلن أي جماعة أو فرد مسؤوليته عن الهجوم.
في ذلك الوقت، كانت مثل هذه الهجمات نادرة في سوريا، واعتبر الانفجار أسوأ تهديد للأمن القومي منذ سنوات عديدة.

## معلومات أساسية
وقع الهجوم في أعقاب عمليتي اغتيال لهما دوافع سياسية في سوريا في عام 2008. والثانية حدثت قبل شهر واحد فقط من انفجار السيارة في دمشق، عندما قتل العميد محمد سليمان، وهو مساعد رفيع المستوى للرئيس بشار الأسد، في طرطوس.
كما شهدت سوريا اضطرابات في سجن بالقرب من دمشق في وقت سابق من هذا العام. وكانت هذه الأحداث جميعها غير منتظمة إلى حد كبير، حيث أن سوريا تحتفظ بقبضة جيدة عموما على الأمن الداخلي.

## الهدف
رغم أنه من المعتقد أن الانفجار استهدف مسؤولا كبيرا في الاستخبارات، إلا أن المدنيين فقط هم الذين قتلوا. وأصيب آخرون، من بينهم شرطي مرور، في الهجوم. وأفادت الشرق الأوسط بأن عميد قد قتل، وأن فرع فلسطين التابع للاستخبارات العسكرية السورية قد استخدم المبنى.
قالت وكالة الأنباء السورية (سانا) ان السلطات تجري اختبارات الحمض النووي لتحديد هوية المهاجم وأن عددا من الأشخاص اعتقلوا فيما يتعلق بالهجوم.
ووفقاً ل تقريرهم، كان المهاجم ينتمي إلى جماعة إسلامية متطرفة، وأن السيارة عبرت إلى سوريا من بلد عربي مجاور.
قال شاهد عيان لحزب الإصلاح في سوريا إن الانفجار وقع بعد أن خرجت السيارة من مستودع للسيارات تابع لفرع فلسطين وهي مجموعة تابعة للاستخبارات السورية. وقالت مصادر ان السيارة كانت مزودة بالمتفجرات اثناء وجودها داخل المستودع مما أدى إلى تكهنات بأن الانفجار كان «حادث عمل». وأبلغ الحزب في موقعه على الإنترنت بأن معظم الذين قتلوا في التفجير كانوا مسؤولين في المخابرات، على عكس ادعاءات الحكومة بأن جميع الضحايا كانوا مدنيين.

## الفاعلين
في نوفمبر 2008، أذاع التلفزيون السوري اعترافات عشرة متطرفين مزعومة لدورهم في التفجير. وكان هؤلاء جميعا أعضاء في جماعة فتح الإسلام، وهي منظمة مستوحاة من تنظيم القاعدة ومقرها في شمال لبنان. وكان من بينها وفاء العبسي، ابنة زعيم فتح الإسلام شاكر العبسي.
قال البرنامج أيضا إن المفجر الانتحاري مواطن سعودي.

## ردود الفعل
دان وزير الداخلية السوري بسام عبد المجيد تفجير السيارة المفخخة ووصفه بأنه «عمل إرهابي جبان»، كما قال في التلفزيون الرسمي «لا يمكننا أن نتهم أي طرف. وهناك تحقيقات جارية من شأنها أن تقودنا إلى أولئك الذين قاموا بتنفيذه».
قال وزير الخارجية البريطاني ديفيد ميليباند إن "مثل هذه الأعمال الإرهابية لا يمكن أن يكون لها أي مبرر، ويجب إدانتها بدون تحفظ". وأتقدم بالتعازي والمواساة إلى جميع الذين عانوا من هذه الفظائع".
نددت فرنسا وروسيا والولايات المتحدة أيضا بالتفجير.
تعد السعودية، التي لها علاقات متوترة مع سوريا منذ فترة طويلة، الدولة الوحيدة في العالم العربي التي لم تندد بالتفجير.